# Mountview Academy of Theatre Arts
La Mountview Academy of Theatre Artes (Academia de Artes Teatrales Mountview)  es una escuela de arte dramático ubicado en el barrio londinense de Haringey.

## Historia
Mountview se creó en 1945 por Peter Coxhead y Ralph Nossek. En 1946 había 23 alumnos.

## Alumnos notables
Algunos alumnos notables del instituto son:
- Margaret Rutherford 1969-1972
- Ralph Richardson 1972-1983
- Sir John Mills 1983-2005
- Rowena King
- Connie Fisher
- Eddie Marsan[5]